# Li Süe-feng
Li Süe-feng (čínsky pchin-jinem Lǐ Xuěfēng, znaky 李雪峰; 19. ledna 1907 – 15. března 2003) byl čínský komunistický politik. Roku 1933 vstoupil do Komunistické strany Číny, do vyšších funkcí se dostal v 50. letech, kdy byl tajemníkem sekretariátu ÚV KS Číny (od 1956), prvním tajemníkem severočínského byra ústředního výboru (1960–1966), místopředsedou Všečínského shromáždění lidových zástupců (od 1965), prvním tajemníkem pekingského městského výboru KS Číny (od 1966). Přestože podporoval kulturní revoluci, dostal se do konfliktu s jejími radikálními stoupenci a roku 1967 byl odvolán z funkce v Pekingu. Později, v letech 1968–1971, stál v čele provincie Che-pej jako předseda tamního revolučního výboru. Roku 1971 byl jako člen „protistranické kliky Čchen Po-ty“ odvolán a uvězněn. Roku 1982 byl rehabilitován, v 80. letech pracoval ve Čínském lidovém politickém poradní shromáždění a ústřední poradní komisi KS Číny.

## Život
Li Süe-feng se narodil roku 1907 v okrese Jung-ťi na jihu provincie Šan-si. Roku 1933 vstoupil do Komunistické strany Číny. Ve 30. letech působil jako stranický aktivista v severočínských městech a provinciích (Šan-si, Peking, Che-pej a Che-nan), v první polovině 40. let vedl organizační oddělení severočínského byra ÚV KS Číny. V roce 1947 byl jmenován zástupcem tajemníka byra centrální roviny ÚV KS Číny, úřadu odpovědného za koordinaci stranické práce na dolním toku Žluté řeky, vedoucím jeho organizačního oddělení a současně zástupcem vedoucího organizačního oddělení ÚV KS Číny. Krátce v roce 1949 vykonával funkci tajemníka chenanského provinčního výboru KS Číny a politického komisaře chenanské vojenské oblasti.
Po vzniku Čínské lidové republiky v roce 1949 byl jmenován vedoucím organizačního oddělení středojižního byra ÚV KS Číny a středojižního vojensko-administrativního výboru, od roku 1951 i zástupcem tajemníka středojižního byra a v letech 1953–1954 také místopředsedou středojižního administrativního výboru. Začátkem 50. let ve středojižním vojensko-administrativním výboru odpovídal za provádění pozemkové reformy. V roce 1954 byl přeložen do Pekingu na místo jednoho ze zástupců generálního sekretáře ÚV KS Číny (Teng Siao-pchinga) a převzal vedení oddělení ÚV pro průmysl a dopravu (do 1960). V roce 1956 ho delegáti VIII. sjezdu KS Číny zvolili členem ústředního výboru a na první zasedání ÚV byl zvolen tajemníkem sekretariátu ÚV. Mezitím byl od roku 1954 členem stálého výboru Všečínského shromáždění lidových zástupců, od roku 1965 jeho místopředsedou (do 1975).
V roce 1960 byl přeložen do funkce prvního tajemníka severočínského byra ústředního výboru a prvního politického komisaře pekingského vojenského okruhu. Po vypuknutí kulturní revoluce patřil k jedněm z jejích prvních stoupenců. V květnu 1966 nahradil odvolaného prvního tajemníka pekingského městského výboru KS Číny Pcheng Čena, v srpnu téhož roku byl zvolen kandidátem politbyra. Jeho prvními kroky ve funkci šéfa strany v Pekingu bylo odvolání redakčních rad několika místních novin a stranického výboru na Pekingské univerzitě a jeho prozatímní nahrazení „pracovním týmem“, který měl za úkol poskytovat studentům politické vzdělání a tlačit je k zapojení do kulturní revoluce.
Jeho malé podpora Rudých gard a Mao Ce-tungova kritika vůči „pracovním týmům“, považovaným za škodlivé pro kulturní revoluci a zdroj vnitřních bojů studentů, vedly k Liovu rychlému pádu. V dubnu 1967, kdy došlo k reorganizaci pekingské městské správy i městského výboru KS Číny v revoluční výbor, byl Li poslán do Tchien-ťinu do ústraní. Znovu se objevil v únoru 1968, kdy byl jmenován předsedou revolučního výboru provincie Che-pej; v dubnu 1969 byl na IX. sjezdu KS Číny potvrzen v ústředním výboru a znovuzvolen kandidátem politbyra.
V září 1970 podpořil Čchen Po-tu během druhého zasedání 9. ústředního výboru v Lu-šanu (Čchen Po-ta a Lin Piao navrhovali zvolit Mao Ce-tunga do uvolněné funkce předsedy/prezidenta Čínské lidové republiky, což Mao odmítal). Byl proto v lednu 1971 odvolán z funkce v Che-peji, zahrnut mezi členy Lin Piaova spiknutí proti Maovi a na osm let poslán do vězení v provincii An-chueji. Obvinění z členství v „protistranické klice“ Čchen Po-ty bylo potvrzeno v roce 1973 na X. sjezdu strany, nicméně nebyl ze strany vyloučen.
Roku 1982 byl rehabilitován a v červnu 1983 zvolen členem stálého výboru celostátního výboru Čínského lidového politického poradního shromáždění (do 1988). Roku 1985 byl zvolen členem ústřední poradní komise KS Číny (do 1987).
Z politických funkcí koncem 80. let odešel na penzi, zemřel v Pekingu 15. března 2003 ve věku 96 let.